# 2023 en Nouvelle-Calédonie
 2021 par pays en Océanie — 2022 par pays en Océanie — 2023 par pays en Océanie — 2024 par pays en Océanie — 2025 par pays en Océanie
- 1960
- 1970
- années 1980
  - 1980
  - 1981
  - 1982
  - 1983
  - 1984
  - 1985
  - 1986
  - 1987
  - 1988
  - 1989
- 1990
- 2000
- 2010
- 2020

Cet article présente les faits marquants de l'année 2023 en Nouvelle-Calédonie.